# Haudonville
Haudonville – miejscowość i gmina we Francji, w regionie Grand Est, w departamencie Meurthe i Mozela.
Według danych na rok 1990 gminę zamieszkiwały 93 osoby, a gęstość zaludnienia wynosiła 12 osób/km² (wśród 2335 gmin Lotaryngii Haudonville plasuje się na 952. miejscu pod względem liczby ludności, natomiast pod względem powierzchni na miejscu 766.).